# 林野調査
林野調査（りんやちょうさ）とは、日本統治時代の台湾において 台湾総督府が1910年（明治43年）10月30日に「台湾林野調査事業規則」を公布したうえで、同年から1914年（大正3年）から1918年（大正7年）の5年間にわたり行った山林原野に対する測量、製図、所有権確定作業である。

## 背景
1898年（明治31年）に台湾総督府臨時土地調査会は、「台湾地籍規則及び土地調査規則」に基づき、地籍調査、三角測量、地形測量という「土地調査事業」を行った。これと同時に、総督府は、清朝以来の大租戸、小租戸、小作農の間の土地関係を整理し、1903年（明治36年）12月5日限りで大租戸の新設設定を禁止し、大租権者には公債をもって補償金を交付した（大租権整理令）、小租戸を真の土地所有者と確定し、納税の義務者とし、「一田多主」という複雑な権利関係は単一化された。。この「土地調査事業」により、台湾の資本主義化と日本資本による台湾征服の基礎工事を行った。しかし、「土地整理事業」は田畑につき行われ、山林原野には及ばなかった。

## 林野調査の手順
これまでの各種の調査と同じように、まず、人民が申請を提出し、測量、製図を行い、最後にその所有権を確定することになっていた。

## 林野調査の効果
当局の集計によると、申請受理総数は、167,054件であり、実測面積は合せて973,736甲に達した。所有権の確定については、まず民有地と確定されたのは56,961甲（約5.8パーセント）であり、逆に国有地と確定されたのは916,775甲（約94.1パーセント）であった。林野調査事業の効果は、林野の大部分を官有と査定し、事業家に対する林野払い下げの法律的及び経済的基礎を与えたものである。これにより、「土地調査事業」により田畑について行ったと同様に、林野についても台湾の資本主義化と日本資本による台湾の征服に必要な基礎工事が完了したことになる。